# Patricia Racette
Patricia Racette (Manchester, Nou Hampshire, 23 de juny de 1965) és una soprano estatunidenca que ha actuat durant 25 anys amb l'Òpera de San Francisco (SFO) i com a convidada amb altres companyies líders.
Iniciada en el món de la música de jazz i de cabaret, això no ha estat obstacle perquè Patricia Racette hagi estat aclamada i reconeguda internacionalment també per les seves interpretacions en Madama Butterfly, Tosca, Peter Grimes, Jenůfa, Kàtia Kabànova, i els tres papers principals de soprano a Il Trittico. Ha actuat en els escenaris de La Scala, el Metropolitan Opera, el Royal Opera House i el Gran Teatre del Liceu entre molts altres.